# Asterella persica
Asterella persica là một loài rêu trong họ Aytoniaceae. Loài này được M. Howe mô tả khoa học đầu tiên..